# Christian Holzner

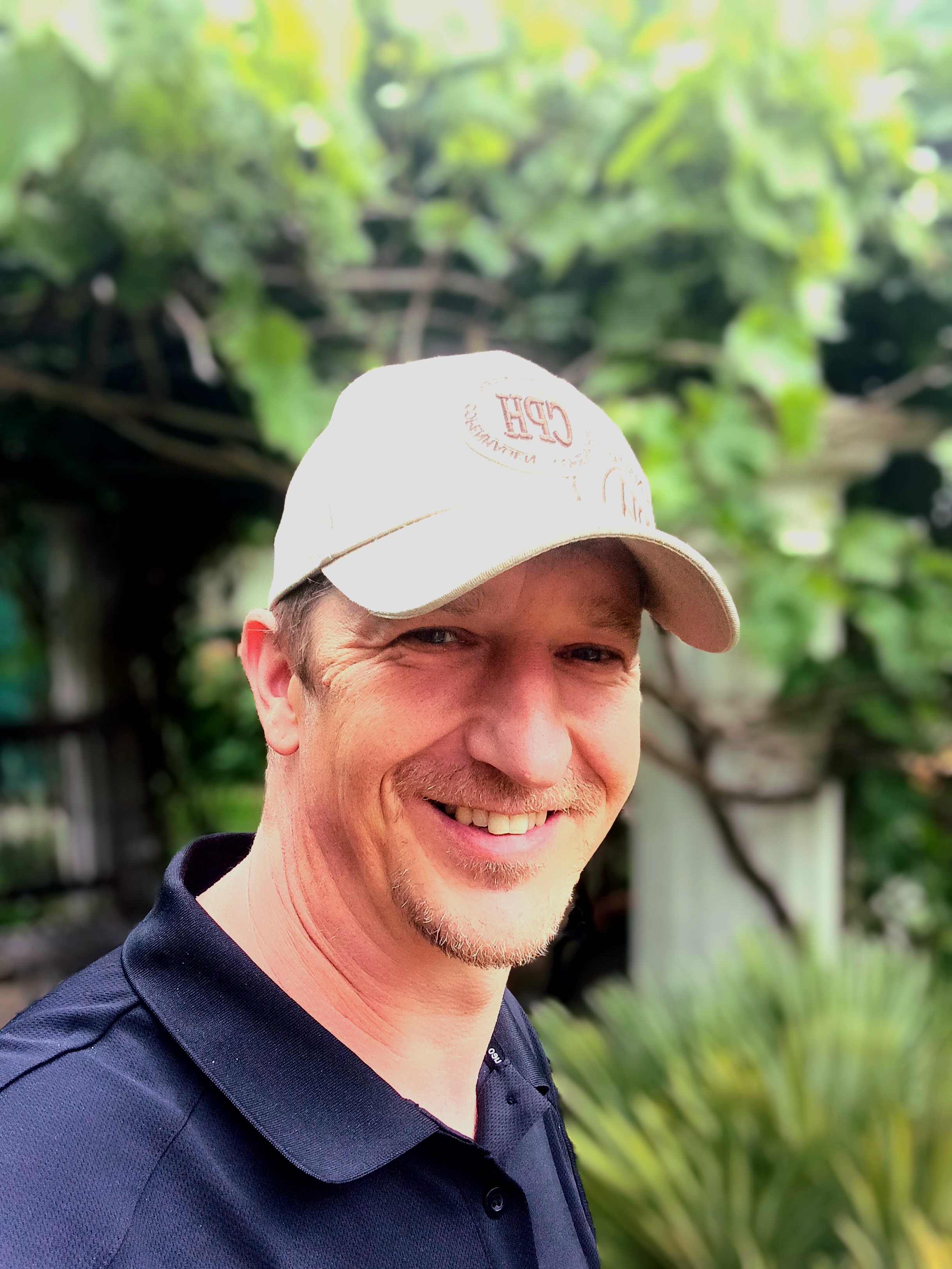
Christian Holzner (2024)

Christian Holzner (* 1970 in München) ist ein deutscher Regisseur und Filmemacher. Als Unternehmer ist er im Bereich Werbefilmproduktion, Digitalagentur und Onlinehandel aktiv.

## Werdegang
Christian Holzners bekanntestes Werk ist der Horrorfilm The Dark Rock, den er 2003 als No-Budget-Produktion realisierte. Der Film wurde 2004 in einer größeren Auflage auf DVD veröffentlicht, wobei für die Veröffentlichung umfangreiche Kürzungen vorgenommen wurden. Trotz der geschnittenen Version, in der viele Spezialeffekte nur noch angedeutet zu sehen waren, entwickelte sich der Film zu einem Achtungserfolg in Deutschland, Österreich und der Schweiz – insbesondere innerhalb der Fan-Community des Splatter-Genres.
Nach dem Erfolg von The Dark Rock war Holzner bei verschiedenen Film- und Fernsehproduktionen als Produzent, Produktionsleiter und Autor tätig. Im Jahr 2008 wechselte er in die Werbe- und Internetbranche. Seitdem betreibt er unter dem Namen SHC-Medien eine eigene Medienfirma, die sich auf digitale Sichtbarkeit und Werbefilmproduktion spezialisiert hat. 
Seit 2010 ist Christian Holzner auch als semiprofessioneller Zauberer aktiv. Er ist Mitglied im Magischen Zirkel von Deutschland (MZvD) und betreibt einen eigenen Onlineshop für Zauberbedarf. Dort vertreibt er unter anderem selbst entwickelte Zaubertricks und Requisiten auch mit Horror-Thematik.

## Filme (Auswahl)
- Blood Trail (2005) (Aufnahmeleitung/Spielfilm) R: Robert Krause; D: Rebecca Palmer[1]
- The Dark Rock (2003) (Spielfilm/indiziert) D: Michael Simeth, Bernhard Willberger, Anja Zernicke[2]
- Beyond the Limits (2002) (Produktionsleitung/Mittelalter) R: Olaf Ittenbach D: Natacza Boon, Russel Friedenberg, Kimberly Liebe[3]
- Bloodlines (2001) (Kurzfilm/indiziert) D: Sonja Hensch, Andreas Hill
- Zur flor und aufnahm (2000) (Dokumentation)